# Фоксбург (Пенсилванија)
Фоксбург (енгл. Foxburg) град је у америчкој савезној држави Пенсилванија.

## Демографија
По попису из 2010. године број становника је 183, што је 92 (-33,5%) становника мање него 2000. године.
| Група             | 2000.       | 2010.       |
| Белци             | 270 (98,2%) | 179 (97,8%) |
| Афроамериканци    | 0 (0,0%)    | 0 (0,0%)    |
| Азијати           | 0 (0,0%)    | 1 (0,5%)    |
| Хиспаноамериканци | 5 (1,8%)    | 3 (1,6%)    |
| Укупно            | 275         | 183         |